# Eima International
L'EIMA International (Esposizione Internazionale di Macchine per l'Agricoltura e il Giardinaggio) è una fiera internazionale di macchine per l'agricoltura, il giardinaggio e l'allevamento che si svolge ogni due anni presso la Fiera di Bologna, promossa dal 1969 da FederUnacoma (Federazione Nazionale Costruttori Macchine per l’Agricoltura). 

## Esposizione del 2010
Inaugurata dal Ministro italiano delle politiche agricole, Giancarlo Galan l'esposizione ha registrato 166 000 visitatori su un'area espositiva di 105 000 metri quadrati e 1600 espositori. Tra gli ospiti dell'esposizione figura anche il presidente della commissione agricoltura del Parlamento europeo, Paolo De Castro. In tale occasione, il presidente ha ribadito l'importanza della dieta mediterranea e l'urgenza di riforma della politica agricola comune.

## Esposizione del 2012
L'edizione ha contato circa 180 000 visitatori su un'area di 115 000 metri quadrati e circa 1750 espositori.

## Esposizione del 2014
Con oltre 1800 espositori, l'area espositiva coperta era pari a 123 000 metri quadrati e 210 000 visitatori.

## Esposizione del 2016
1915 espositori, con un notevole incremento di quelli stranieri, oltre 650, disposti su oltre 128 000 metri quadrati e 60 000 visitatori in più rispetto all'edizione precedente, che ammontano così a 270 000.

## Esposizione del 2024
La 46ª edizione, svoltasi dal 6 al 10 novembre 2024, ha registrato 346 800 visitatori, di cui 63 100 esteri provenienti da 150 Paesi. Gli espositori sono stati circa 1 750. L’area espositiva ha superato i 120 000 m², con circa 60 000 modelli di macchine e attrezzature presentati.